# Brian Starr
Brian Starr (nacido el 15 de febrero de 1996 en Kansas City (Misuri), Estados Unidos), es un jugador de baloncesto estadounidense que forma parte de la plantilla del club Urupan de la Liga Uruguaya De Basketball. Con 1 metros y 91 centímetros de estatura, juega en la posición de base.

## Trayectoria
Inició su trayectoria formativa en el Colby Community College desde 2014 a 2016, antes de ingresar en 2016 en la Universidad de Towson, situada en Towson (Maryland), en el que formó parte de la plantilla de los Towson Tigers y compitió en la División II de la NCAA durante dos temporadas. 
Tras no ser elegido en el draft de 2018, firmó por el Borisfen Mogilev de la Premier League de Bielorrusia en el que jugaría durante dos temporadas.
En verano de 2020, firma por el Budo Gemlik de Turquía, con el que promedia 17.1 puntos, 3.6 rebotes, 4.6 asistencias y 1.6 robos en 14 partidos disputados.
El 23 de febrero de 2021, firma por el UBU Tizona de la Liga LEB Oro.
En la temporada 2021-22, firma por el Avijeh Sanaat Parsa de la Superliga de baloncesto de Irán.